# أيون كوفاسي
أيون كوفاسي (بالرومانية: Ion Covaci) (1945 – 14 نوفمبر 1973) هو ملاكم روماني راحل، مثّل بلاده في الألعاب الأولمبية الصيفية 1968.

## روابط خارجية
أيون كوفاسي على موقع بوكس ريك (الإنجليزية) (registration required)
- أيون كوفاسي على موقع اللجنة الأولمبية الدولية (الإنجليزية)
- أيون كوفاسي على موقع أوليمبيديا (الإنجليزية)